# Automóvil blindado (militar)

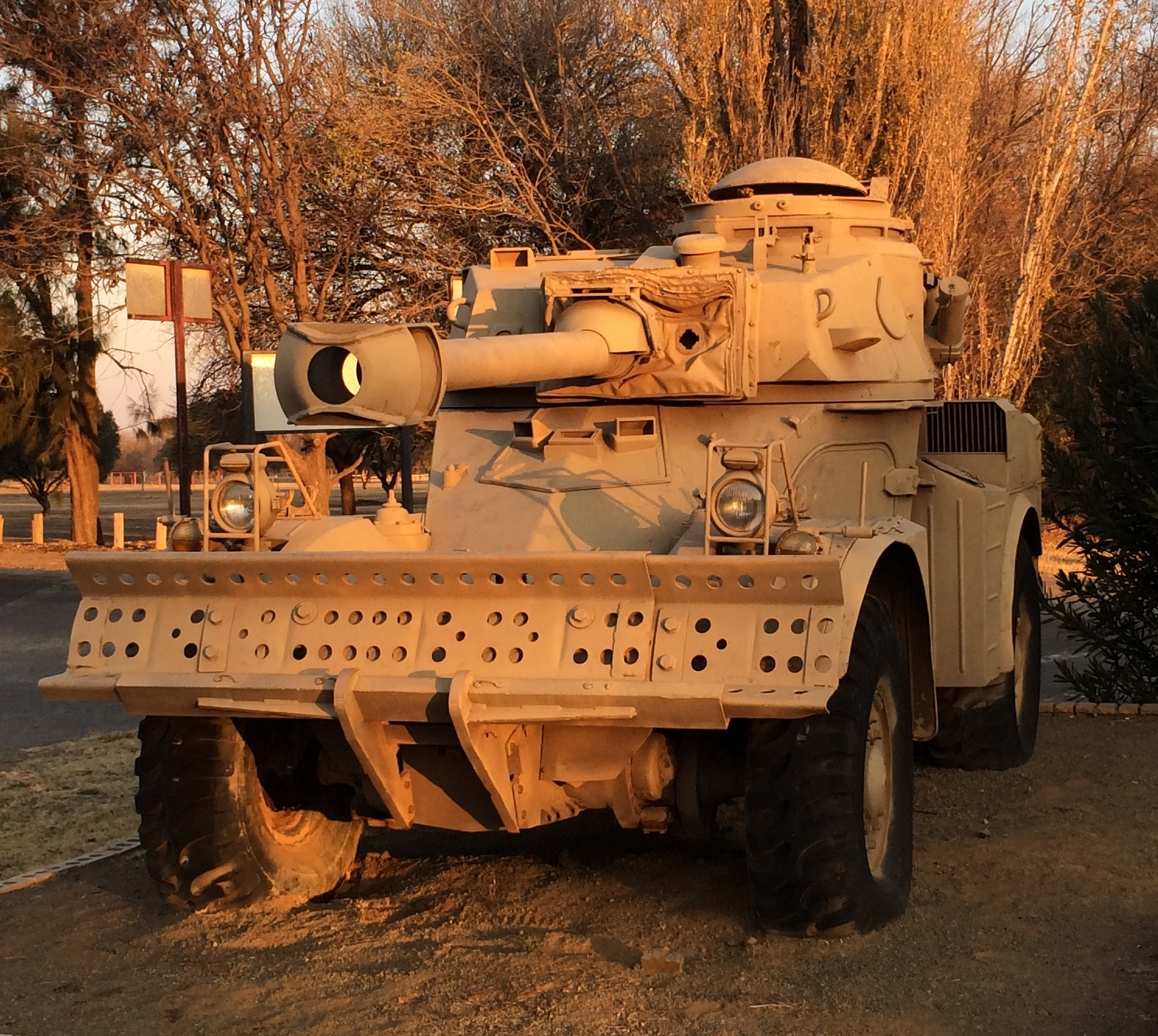
El Eland Mk7 del Museo de tanques de Sudáfrica, en Bloemfontein.

El automóvil blindado militar es un vehículo sobre ruedas, más ligero que otros vehículos blindados de combate y principalmente empleado para reconocimiento blindado, seguridad interna, escolta y otras tareas auxiliares en el campo de batalla. Con el gradual declive de la caballería, los automóviles blindados fueron desarrollados para llevar a cabo las tareas anteriormente asignadas a los jinetes. Después de la invención del tanque, el automóvil blindado continuó siendo popular debido a su sencillo mantenimiento y bajo costo de producción. También fue utilizado por varios ejércitos coloniales, como un arma barata en regiones poco desarrolladas. Durante la Segunda Guerra Mundial, la mayoría de automóviles blindados fueron destinados a misiones de reconocimiento y observación, mientras que otros fueron destinados a misiones de enlace. Aquellos que estaban equipados con armamento más pesado incluso podían sustituir a los vehículos blindados de combate sobre orugas en condiciones favorables, como por ejemplo maniobras de persecución o flanqueo durante la Campaña del Norte de África.
Desde la Segunda Guerra Mundial, las funciones usuales del automóvil blindado han sido a veces combinadas con las del transporte blindado de personal, dando origen a diseños multiuso tales como el Cadillac Gage Commando. Los avances de posguerra en la tecnología de control de retroceso también hicieron posible que algunos automóviles blindados, incluyendo al AMX-10RC, el EE-9 Cascavel y el Plasan Sand Cat, puedan estar armados con cañones de gran calibre capaces de poner fuera de combate a un tanque.

## Historia

### Precursores

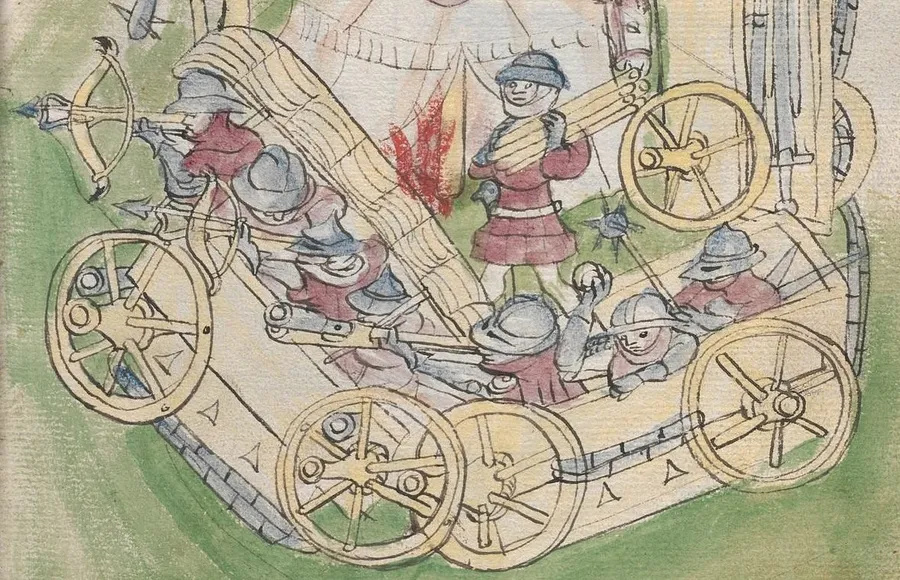
Carros de guerra husitas, ilustración del.

Durante la Edad Media, los carros de guerra cubiertos con planchas de hierro y tripulados por hombres armados con primitivos cañones de mano, mayales y mosquetes, fueron empleados por los rebeldes husitas en Bohemia. Estos eran desplegados en formaciones donde los caballos y los bueyes se ubicaban al centro, con los carros siendo encadenados y rodeándolos como defensa ante la caballería enemiga. Carros similares fueron empleados por el Ejército Inglés de Enrique VIII de Inglaterra y la China imperial.
Con la invención de la máquina de vapor, los inventores de la época victoriana diseñaron prototipos de vehículos blindados autopropulsados para emplearlos en asedios, aunque ninguno entró en combate. El cuento corto The Land Ironclads de H. G. Wells ofrece una crónica ficticia de su empleo.

### Automóvil armado

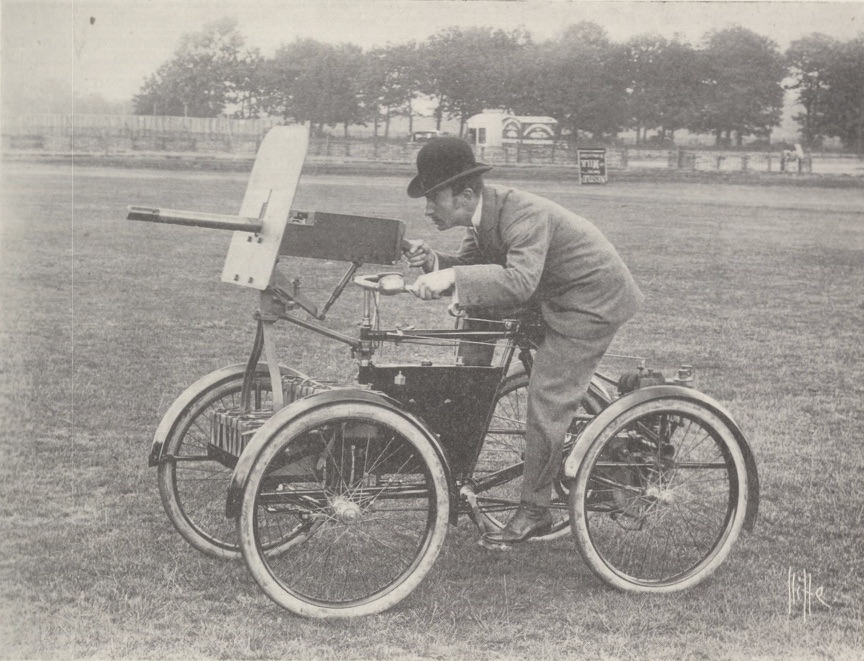
El Motor Scout de Frederick Richard Simms, construido en 1898 como un automóvil armado.

El Motor Scout fue diseñado y construido en 1898 por el inventor británico Frederick Richard Simms. Fue el primer vehículo armado propulsado por un motor de gasolina que se construyó. El vehículo era un cuatriciclo De Dion-Bouton que llevaba una ametralladora Maxim montada delante del manillar. Un escudo de hierro frente a la ametralladora protegía al conductor.
Otro primigenio automóvil armado fue inventado en 1898 por Royal Page Davidson en la Academia Militar y Naval del Noroeste, siendo seguido por la Autoametralladora Davidson-Duryea y el Automóvil blindado Davidson.
Sin embargo, estos no eran 'automóviles blindados' en el sentido moderno, ya que ofrecían poca o ninguna protección a sus tripulantes frente al fuego enemigo. Además, por sus motores de pequeña cilindrada, eran menos eficientes que la Caballería y los cañones tirados por caballos a los cuales iban a complementar.[cita requerida]

### Primeros automóviles blindados
Al inicio del siglo XX, los primeros automóviles blindados militares fueron fabricados al añadir blindaje y armas a vehículos existentes.

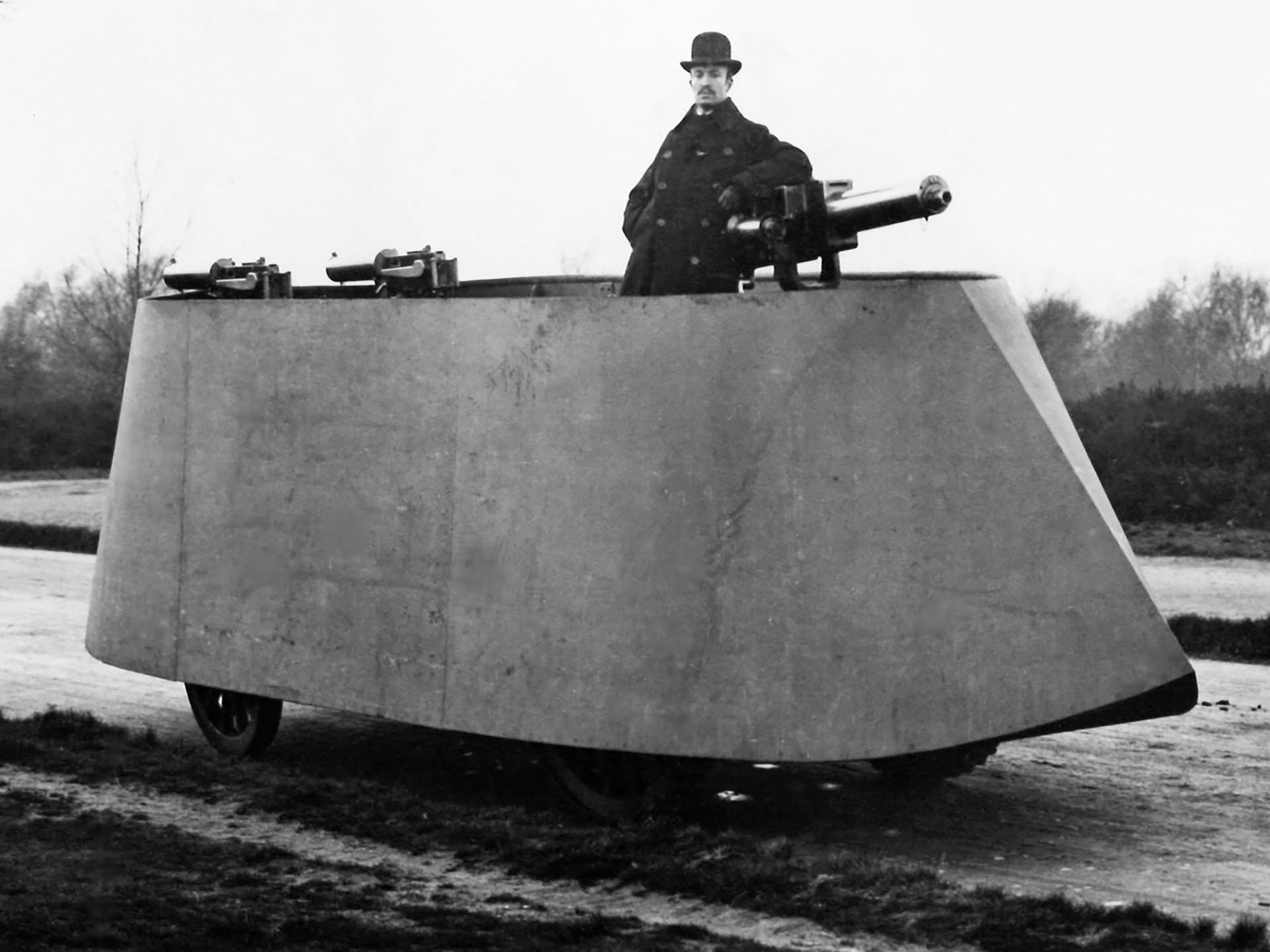
El Motor War Car de Frederick Richard Simms (1902), el primer automóvil blindado construido.

El primer automóvil blindado fue el Motor War Car, diseñado por Frederick Richard Simms y construido en 1899 por la Vickers, Sons & Maxim de Barrow sobre un chasis especial Daimler hecho en Coventry y propulsado por un motor alemán Daimler. En abril del mismo año se ordenó un prototipo. El prototipo estuvo listo en 1902, demasiado tarde para ser empleado en la segunda guerra bóer.
El vehículo tenía blindaje Vickers de 6 mm de espesor y estaba propulsado por un motor de 4 cilindros Cannstatt Daimler de 3,3 litros y 16 CV, que le ofrecía una velocidad máxima de unos 14 km/h. El armamento estaba compuesto por dos ametralladoras Maxim, que iban en dos torretas con una rotación de 360°. Tenía una tripulación de cuatro. El Motor War Car de Simms fue presentado en The Crystal Palace de Londres en abril de 1902.

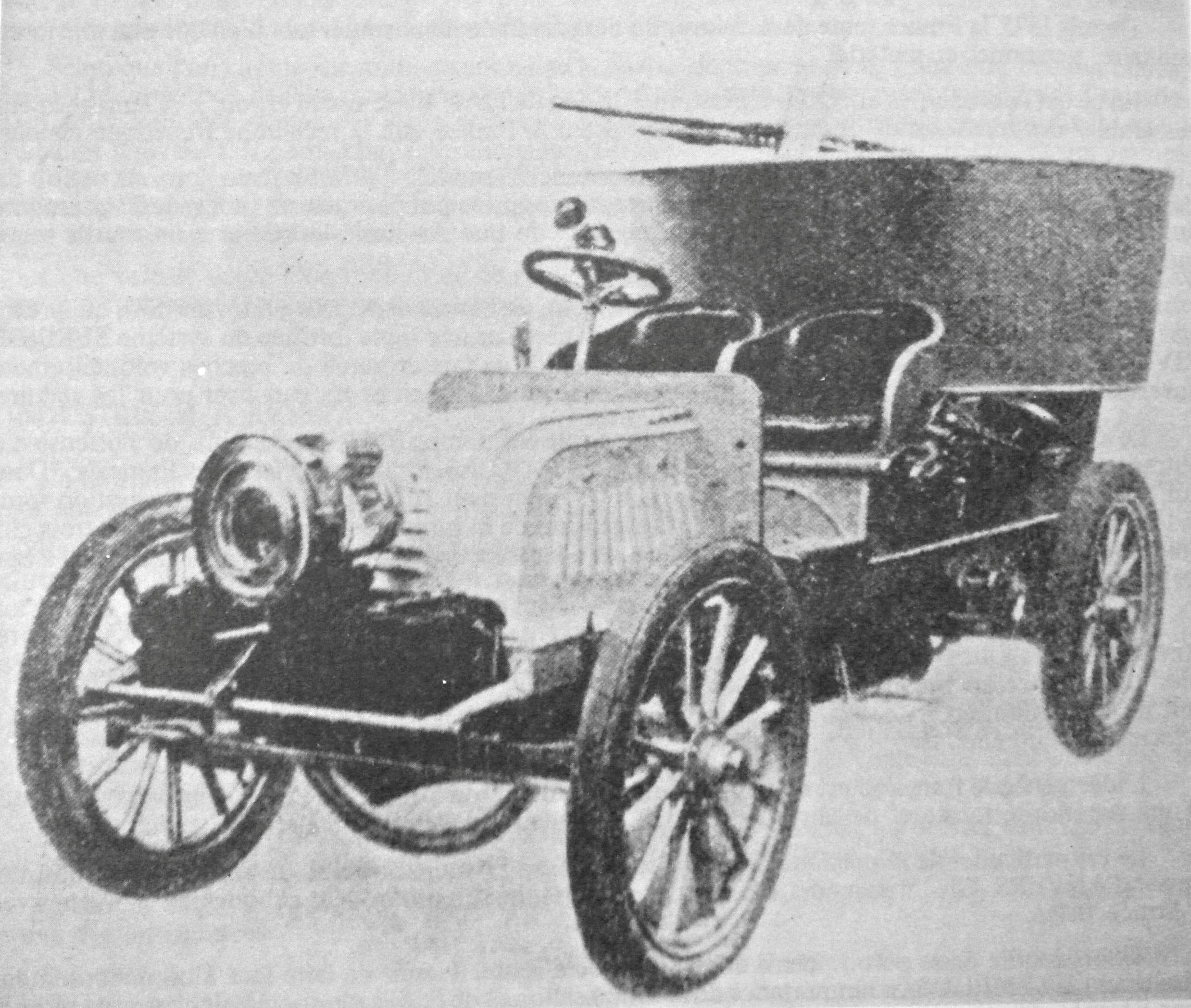
El Charron, Girardot et Voigt 1902, primer automóvil blindado francés.

Otro primigenio automóvil blindado de la época era el Charron, Girardot et Voigt 1902, presentado el 8 de marzo de 1902 en el Salon de l'Automobile et du cycle de Bruselas. El vehículo estaba armado con una ametralladora Hotchkiss M1900 y el ametralladorista iba protegido por un blindaje de 7 mm de espesor.

Uno de los primeros automóviles blindados con tracción a las cuatro ruedas y torreta giratoria cerrada operativo fue el Austro-Daimler Panzerwagen, construido por la Austro-Daimler en 1904. Estaba protegido por planchas de blindaje curvadas de 3-3,5 mm de espesor (motor y cabina) y tenía una torreta giratoria hemisférica con un espesor de 4 mm, armada con una o dos ametralladoras. Era propulsado por un motor de 4 cilindros de 4,4 l y 35 CV, que le ofrecía un desempeño aceptable a campo través. Tanto el conductor como su asistente tenían asientos ajustables, que en caso de necesidad les permitían asomar la cabeza por las escotillas del techo de la cabina. 

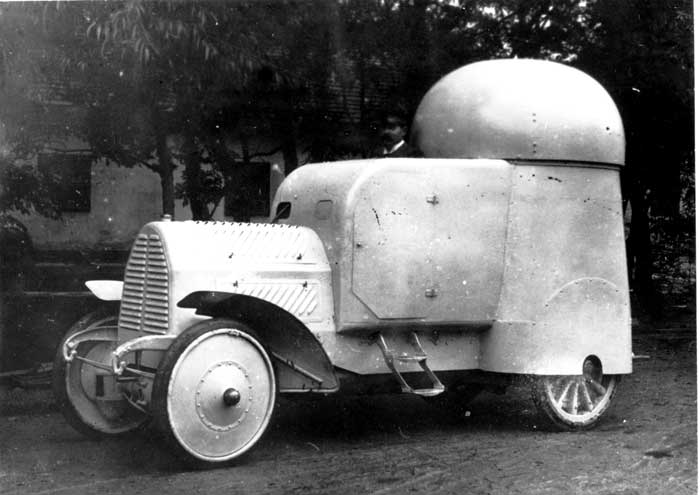
Automóvil blindado 4x4 Austro-Daimler, 1904.

Los italianos emplearon automóviles blindados durante la Guerra ítalo-turca. Durante la Primera Guerra Mundial, ambos bandos emplearon una gran variedad de automóviles blindados de diversas formas.

### Primera Guerra Mundial
Generalmente, los automóviles blindados eran empleados por comandantes de automóviles más o menos independientes. Sin embargo, algunas veces eran empleados en unidades del tamaño de un escuadrón. Los automóviles iban principalmente armados con ametralladoras ligeras, pero las unidades de mayor tamaño por lo habitual empleaban unos cuantos automóviles blindados armados con cañones más pesados. Para cuando el poderío aéreo se convirtió en un factor importante, los automóviles blindados ofrecieron una plataforma móvil para instalar cañones antiaéreos.

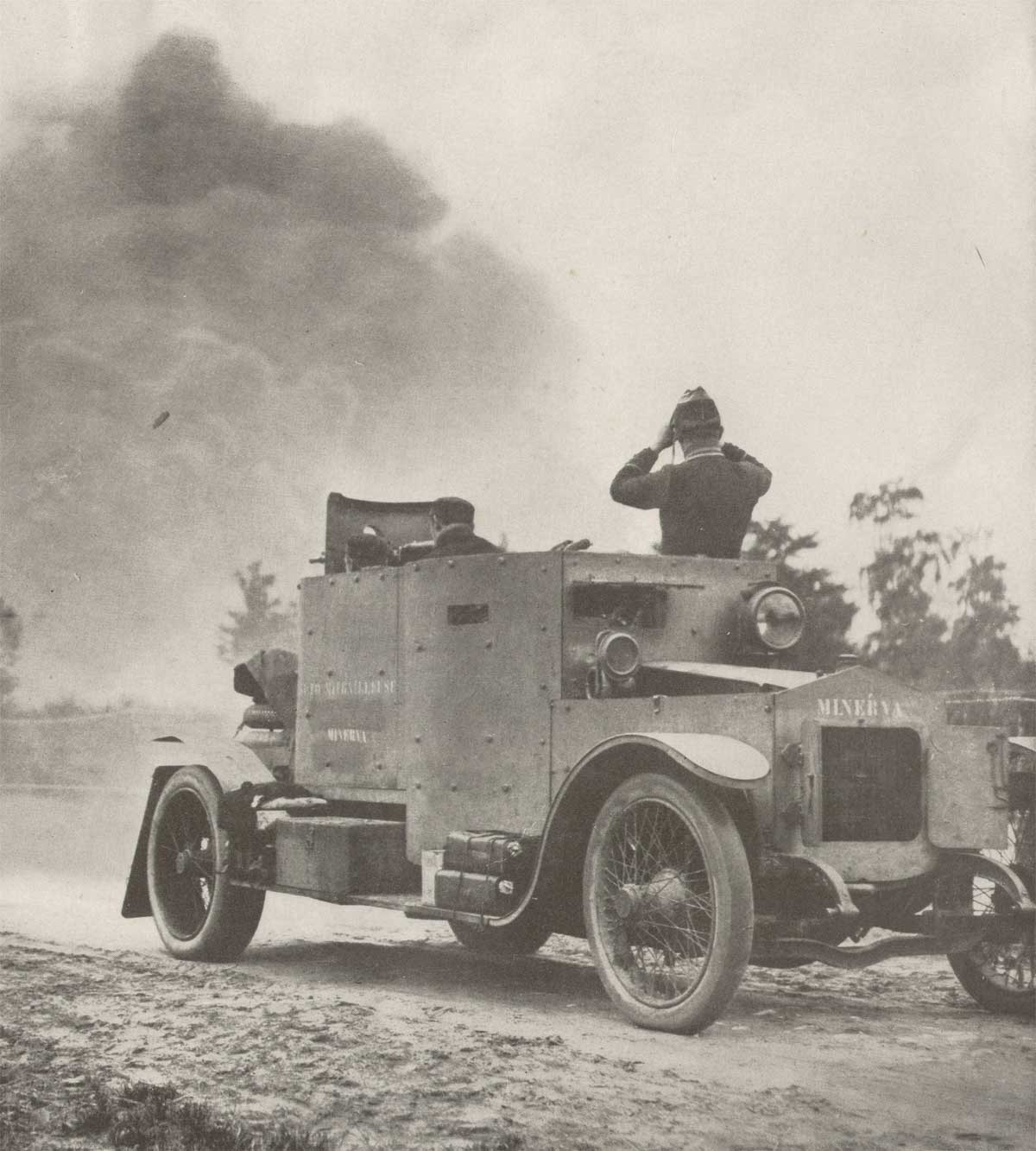
Un automóvil blindado Minerva cerca de Amberes, 1914.

El primer empleo efectivo de un vehículo blindado en combate fue logrado por el Ejército belga en agosto-septiembre de 1914, durante la Carrera al mar. El automóvil blindado Minerva fue creado instalando blindaje Cockerill y una ametralladora Hotchkiss sobre un chasis del automóvil Minerva de 16 cv. Sus éxitos en los primeros días de la guerra convenció al Alto Mando belga de crear un Cuerpo de Automóviles Blindados, que sería enviado a luchar en el Frente Oriental una vez que el Frente Occidental se inmovilizó después de la Batalla del Yser.
El Royal Naval Air Service británico envió aviones a Dunkerque para defender al Reino Unido de los zepelines. Estos fueron seguidos por los automóviles de los oficiales, que empezaron a emplearse para rescatar pilotos de reconocimiento derribados sobre zonas de combate. Inicialmente iban armados con ametralladoras, pero como estas incursiones se hacían cada vez más peligrosas, ellos improvisaron blindajes a partir de fragmentos de calderas instalados sobre los vehículos. En Londres, Murray Sueter ordenó la fabricación de "automóviles de combate" basados en chasis de modelos civiles Rolls-Royce, Talbot y Wolseley. Para cuando el automóvil blindado Rolls-Royce llegó al frente en diciembre de 1914, el periodo móvil en el Frente Occidental ya se había terminado.

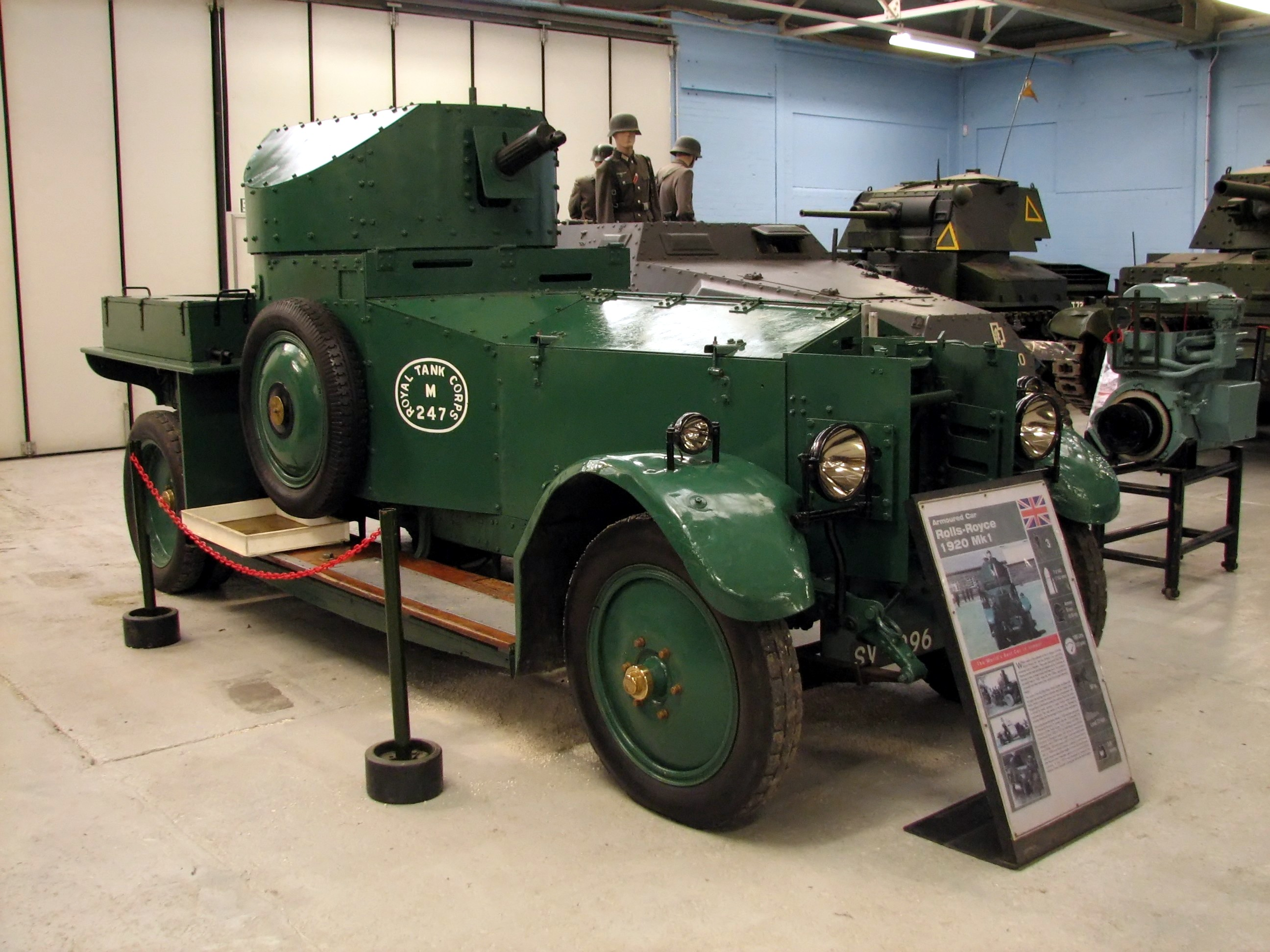
Automóvil blindado Rolls-Royce Mk I, de 1920.

De mayor importancia táctica fue el desarrollo y formación de unidades de automóviles blindados, tales como la Brigada Canadiense de Autoametralladoras, que fue la primera unidada completamente mecanizada del Ejército británico. La brigada fue fundada en Ottawa el 2 de septiembre de 1914 por el Brigadier-General Raymond Brutinel, con el nombre de Brigada de Autoametralladoras n.º 1. La brigada estaba inicialmente equipada con 8 automóviles blindados, armados con 2 ametralladoras cada uno. Para 1918, la fuerza de Brutinel consistía en dos Brigadas de Autoametralladoras (con cinco baterías cada una, de 8 armas por vehículo). Los automóviles blindados de la brigada efectuaron misiones de apoyo en varias batallas, principalmente en Amiens.
El automóvil blindado Rolls-Royce fue propuesto, desarrollado y empleado por el 2.º Duque de Westminster. Él llevó un escuadrón de estos automóviles a Francia, llegando a tiempo para una importante contribución a la Segunda batalla de Ypres, siendo después enviado con sus automóviles al Medio Oriente para tomar parte en la Campaña del Sinaí y Palestina. Estos automóviles aparecen en las memorias de varios oficiales de la BEF durante las primeras etapas de la Primera Guerra Mundial - su ducal comandante siendo descrito casi como un pirata.[cita requerida]
Los automóviles blindados también fueron empleados en el Frente Oriental. Desde el 18 de febrero hasta el 26 de marzo de 1915, el Ejército alemán al mando del General Max von Gallwitz intentó romper el frente ruso en el pueblo de Przasnysz y sus alrededores, a unos 110 km al norte de Varsovia, durante la Batalla de Przasnysz. Hacia el final de la batalla, los rusos emplearon cuatro automóviles blindados Ruso-Balt y un automóvil blindado Mannesmann-MULAG para romper el frente alemán y obligar a los alemanes a retirarse.

### Segunda Guerra Mundial

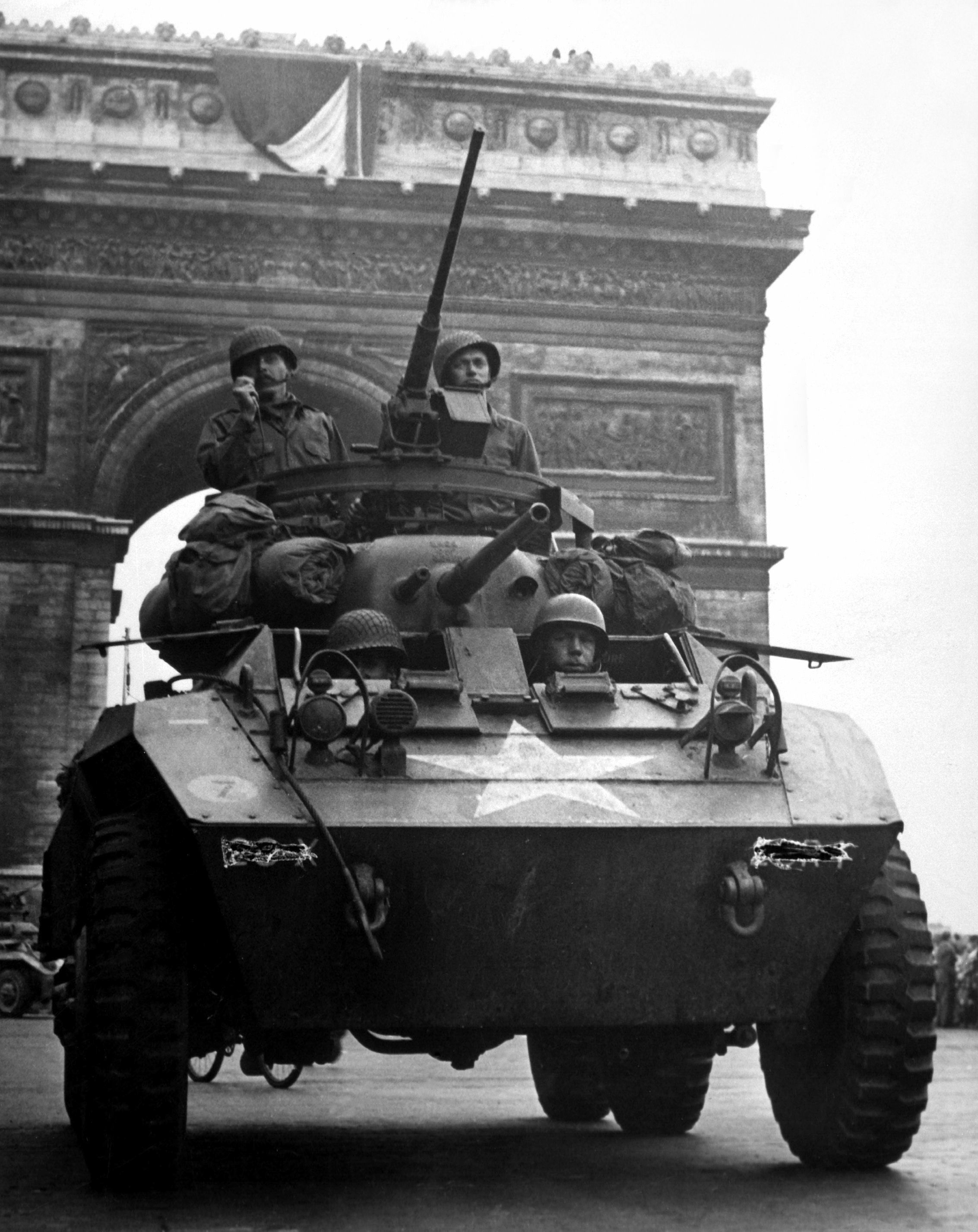
Soldados estadounidenses pasan bajo el Arco de Triunfo a bordo de un M8 Greyhound después de la liberación de París.

La Royal Air Force (RAF) en el Medio Oriente estaba equipada con automóviles blindados Rolls-Royce y remolques Morris. Algunos de estos vehículos estaban entre los últimos de un lote de automóviles blindados que anteriormente habían servido con la Royal Navy en el Medio Oriente desde 1915. En septiembre de 1940, una sección de la compañía del Escuadrón n.º 2 de la RAF fue destacada a las fuerzas del general Archibald Wavell durante la primera ofensiva contra los italianos en Egipto. Se dice[¿quién?] que estos automóviles blindados fueron «los ojos y oídos de Wavell». Durante las acciones en octubre de aquel año, la compañía fue utilizada para escoltar convoyes, defensa de aeródromos, patrullas de reconocimiento en fuerza y operaciones de cobertura.

Un automóvil blindado Fordson espera en las afueras de Bagdad mientras tienen lugar las negociaciones entre los oficiales británicos y los representantes del gobierno rebelde irakí.

Durante la Guerra anglo-irakí, algunas de las unidades ubicadas en el Mandato Británico de Palestina fueron enviadas a Irak y equipadas con automóviles blindados Fordson. Los automóviles blindados Fordson eran carrocerías de Rolls-Royce que habían sido montadas sobre nuevos chasis de camiones Fordson en Egipto.
Como el Tratado de Versalles no mencionaba los automóviles blindados, Alemania no tardó en empezar a desarrollarlos. Al inicio de la Segunda Guerra Mundial, el Ejército alemán tenía algunos vehículos de reconocimiento muy efectivos, tales como el Schwerer Panzerspähwagen.
El BA-64 soviético fue influenciado por un Leichter Panzerspähwagen capturado antes de ser probado en enero de 1942.
En la segunda mitad de la guerra, el M8 Greyhound estadounidense y los automóviles blindados Daimler británicos tenían torretas armadas con cañones ligeros (de 40 mm o menor calibre). Al igual que otros automóviles blindados de la época, su papel de reconocimiento ponía énfasis en la gran velocidad y sigilo que ofrecían respecto a un vehículo sobre orugas, por lo que su limitado blindaje, armamento y capacidad todoterreno eran vistos como compromisos aceptables.

## Empleo militar

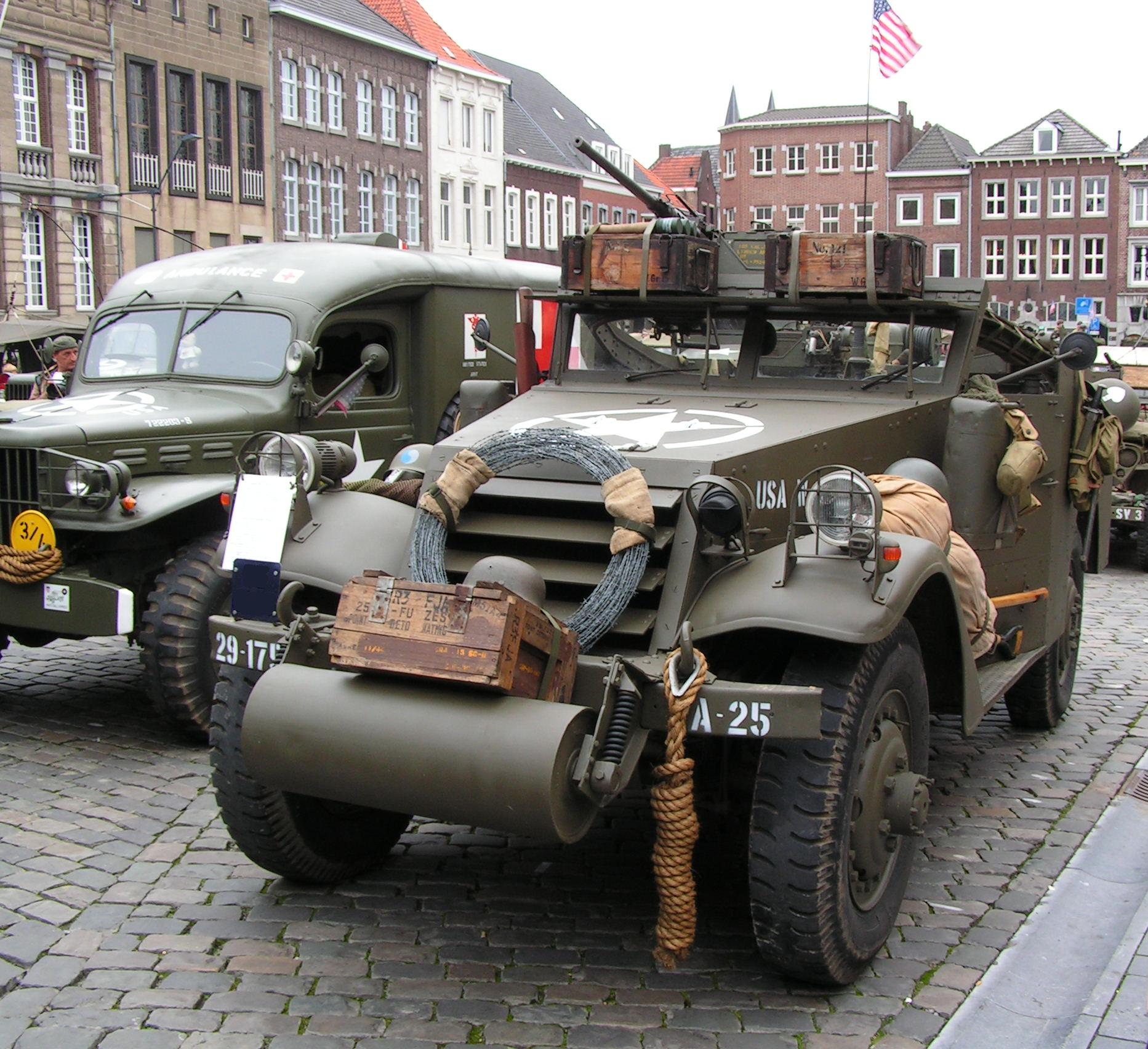
Un M3 Scout Car restaurado.

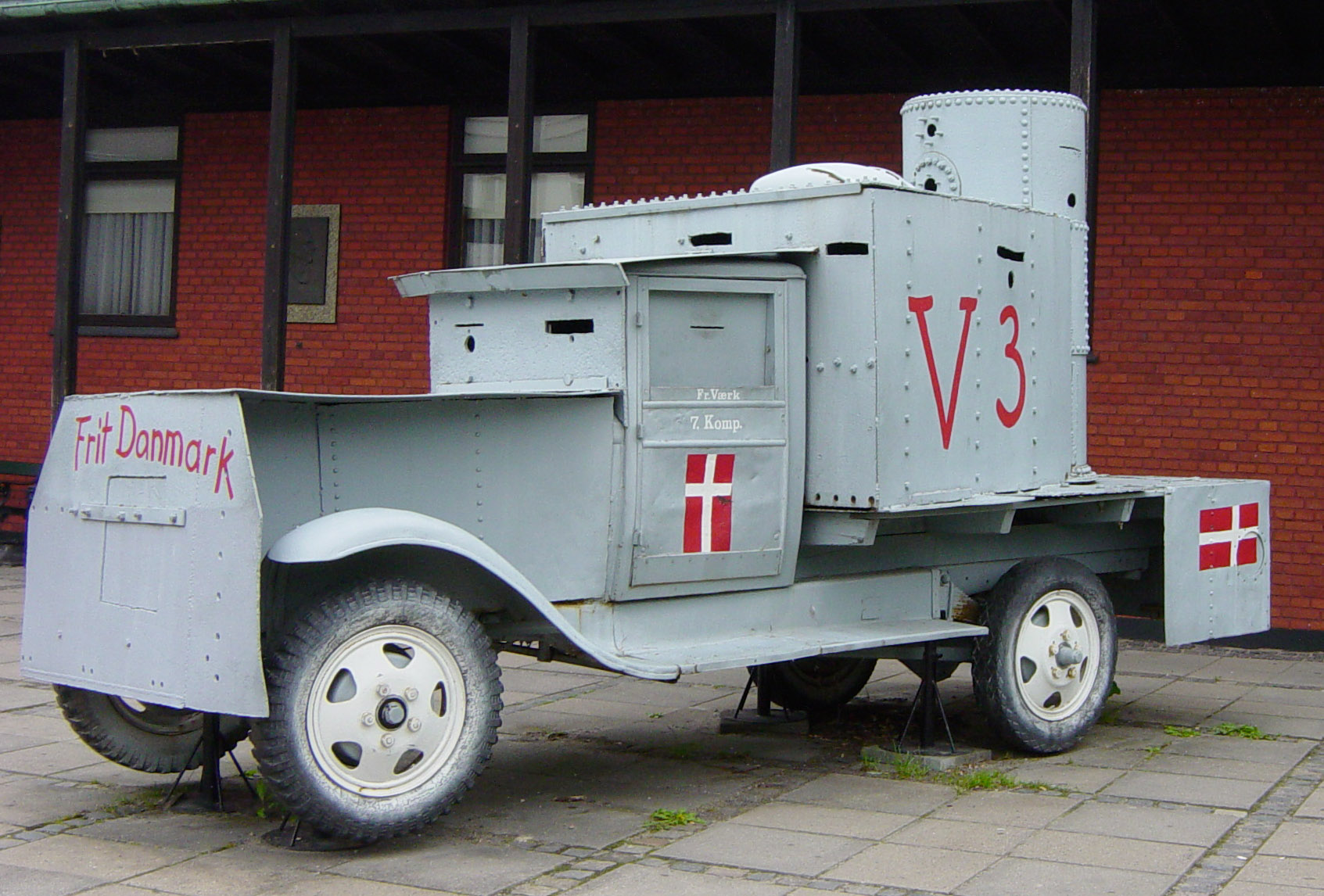
Los trabajadores de los talleres ferroviarios de Frederiksværk construyeron este vehículo en 1945 para ser empleado por la Resistencia danesa.

Un automóvil blindado militar es un tipo de vehículo blindado de combate que tiene ruedas (entre 4 y 10 grandes ruedas todo-terreno) en lugar de orugas y por lo general un blindaje ligero. Los automóviles blindados típicamente son menos costosos y tienen una mayor velocidad y autonomía sobre carretera en comparación con los vehículos militares sobre orugas. Sin embargo, tienen menor movilidad debido a su menor capacidad todoterreno y a la mayor presión que ejercen sobre el suelo. Además tienen una menor capacidad de trepar obstáculos que los vehículos sobre orugas. Las ruedas son más vulnerables al fuego enemigo que las orugas, los vehículos tienen una silueta más alta y en la mayoría de los casos menos blindaje que los vehículos sobre orugas. La mayoría de ellos no están pensados para combate pesado; su empleo normal es para reconocimiento, mando, control y comunicaciones, o para emplearse contra insurgentes y amotinados ligeramente armados. Solo algunos de ellos están pensados para presentar combate, muchas veces escoltando convoyes para proteger a vehículos sin blindaje. Otros empleos incluyen el transporte (o remolque) de diversos cohetes de largo alcance, misiles o morteros a través de áreas peligrosas, al mismo tiempo que ofrece cierta protección a sus tripulantes.
Los automóviles blindados ligeros, tales como el Ferret británico, solo están armados con una ametralladora. Los vehículos más pesados están armados con un cañón automático o un pequeño cañón de tanque. Los automóviles blindados más pesados, tales como el SdKfz 234 de la Segunda Guerra Mundial o el actual M1128 Mobile Gun System estadounidense, están armados con el mismo cañón de un tanque medio.
Los automóviles blindados son populares para misiones de paz o seguridad interna. Su apariencia es menos agresiva y amenazante que la de un tanque, además que su tamaño y maniobrabilidad es más compatible con los estrechos espacios urbanos diseñados para vehículos con ruedas. También son mucho más sencillos de lanzar en paracaídas desde aviones cargueros. Sin embargo, tienen un mayor radio de viraje en comparación con los vehículos sobre orugas que pueden girar sobre sí mismos y sus llantas son vulnerables y menos capaces de trepar o aplastar obstáculos. Además, cuando se entabla combate son fácilmente sobrepasados por su ligero armamento y blindaje. La apariencia amenazante de un tanque es con frecuencia suficiente para evitar un ataque, mientras que un vehículo menos amenazante como un automóvil blindado es más probable que sea atacado.  
Varias Fuerzas Armadas modernas tienen sus propios diseños de automóviles blindados, para aprovechar las ventajas mencionadas más arriba. Por ejemplo, el Vehículo Blindado de Seguridad M1117 estadounidense o el Alvis Saladin británico de la posguerra.
Por otro lado, los vehículos civiles pueden ser transformados en automóviles blindados improvisados sobre la marcha. Varias milicias y fuerzas irregulares adaptan vehículos civiles para servir como vehículos blindados de combate y transportes blindados de personal. Incluso en algunos conflictos regionales, estos "artillados" son los únicos vehículos de combate disponibles. A veces, incluso los soldados de las Fuerzas Armadas nacionales son forzados a adaptar vehículos civiles para emplearlos en combate, muchas veces empleado blindaje improvisado y armas en cantidades limitadas.

## Galería

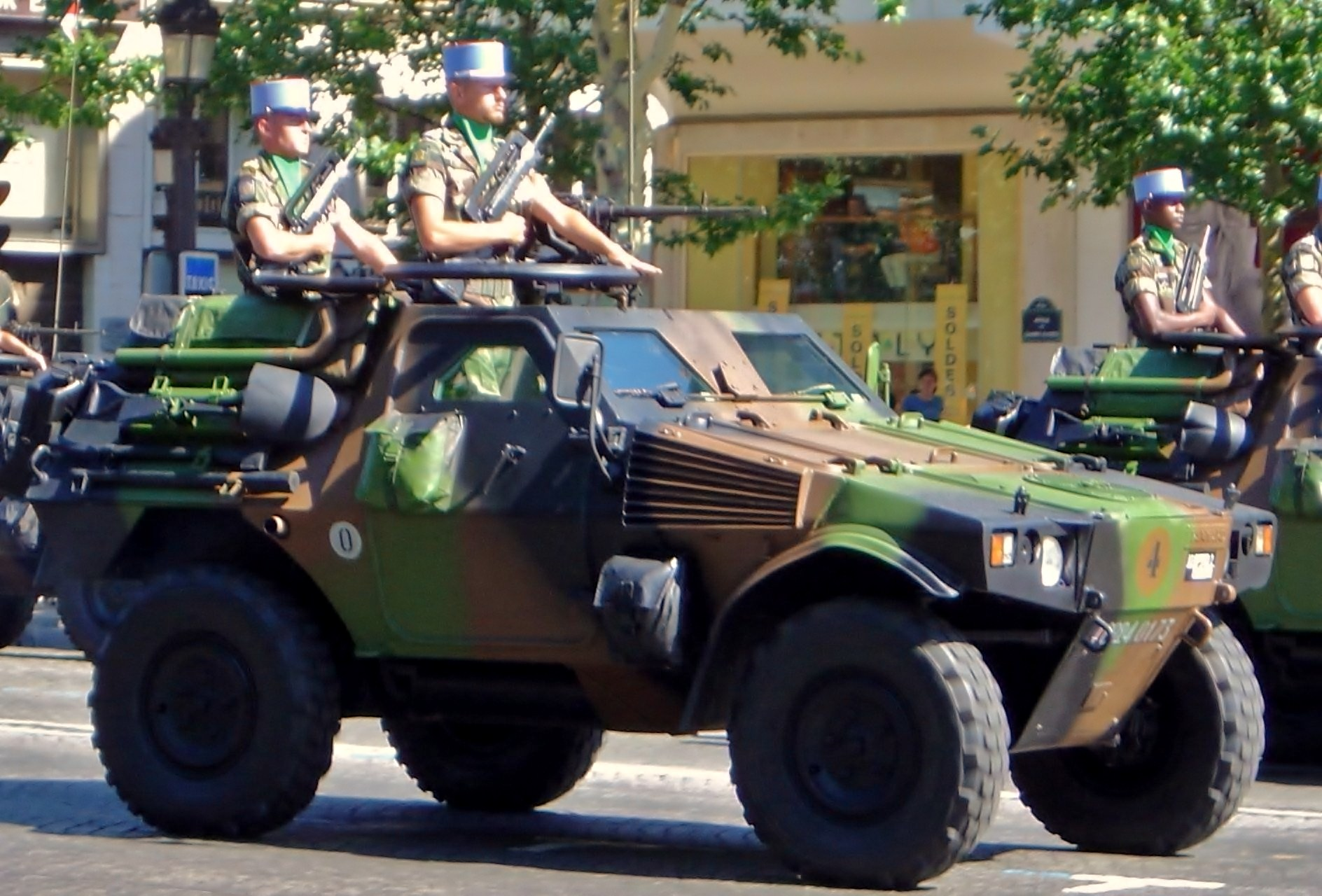
Un moderno vehículo de reconocimiento Panhard VBL francés.
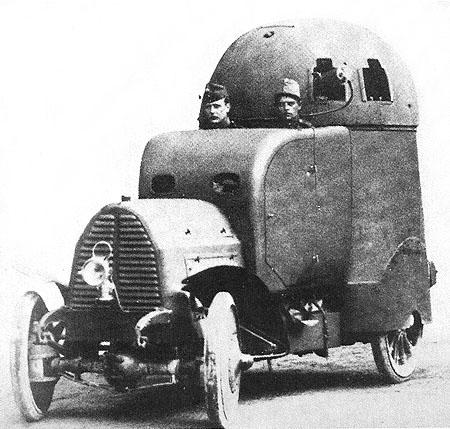
Un prototipo del Vehículo Blindado de Combate Austro-Daimler, 1906.
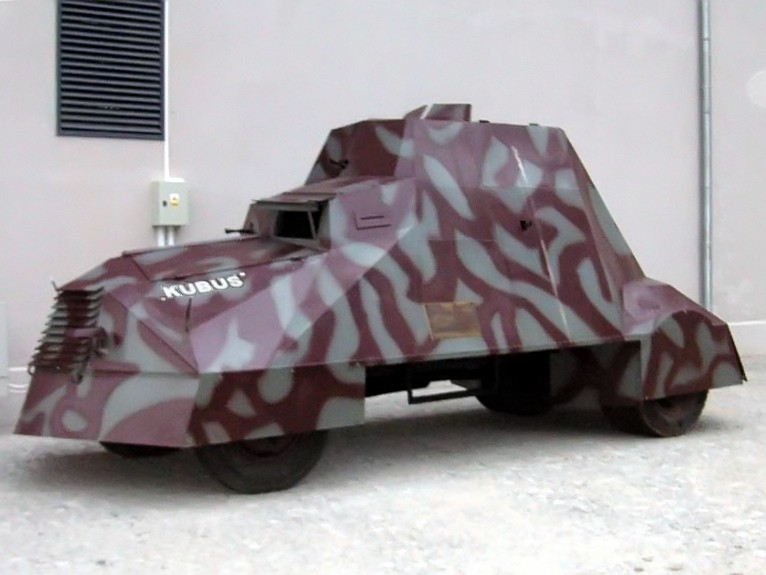
Kubuś, una réplica del automóvil blindado polaco de la Segunda Guerra Mundial fabricado por el Armia Krajowa.
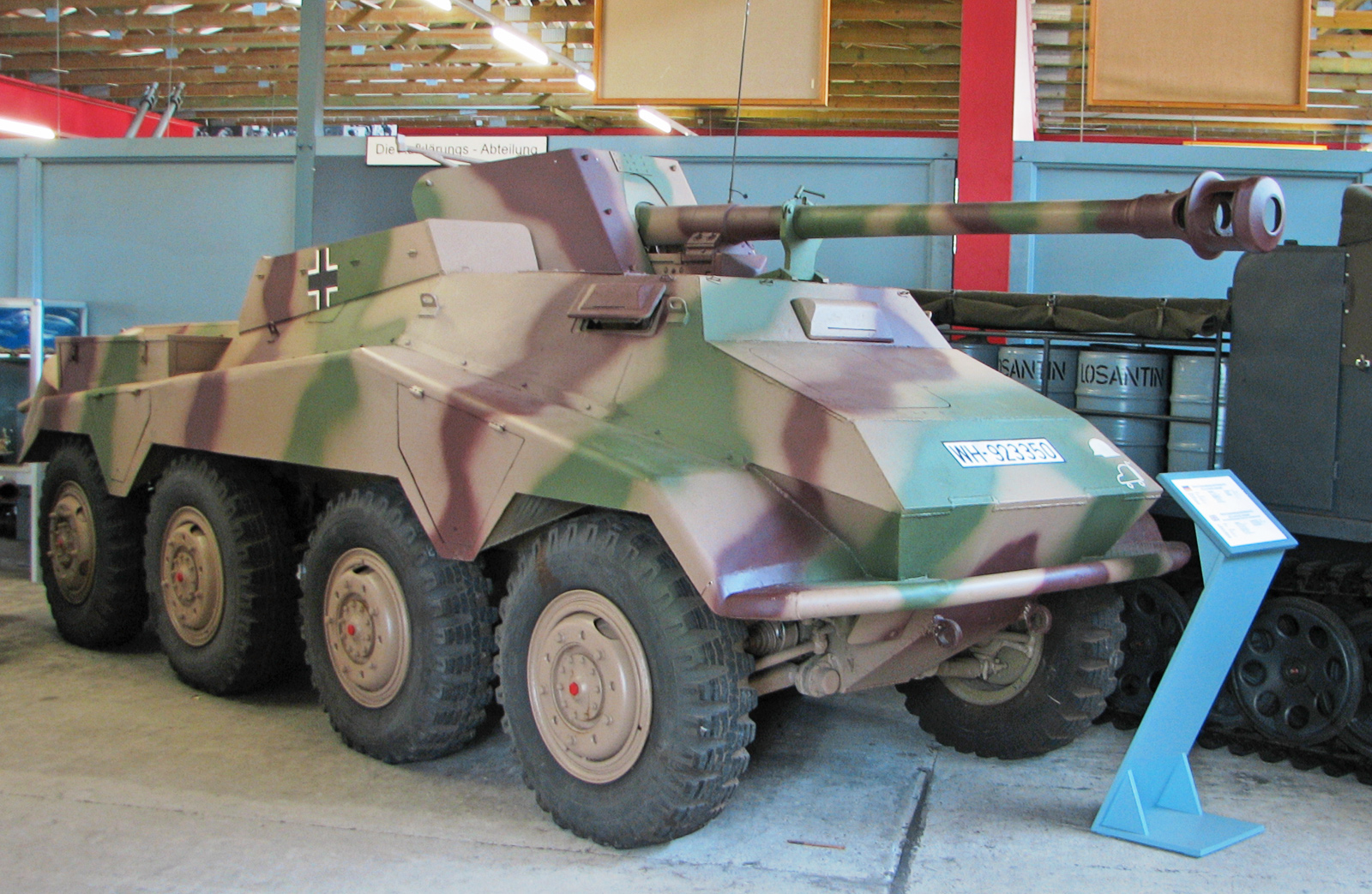
El SdKfz 234/4 del Museo alemán de tanques.
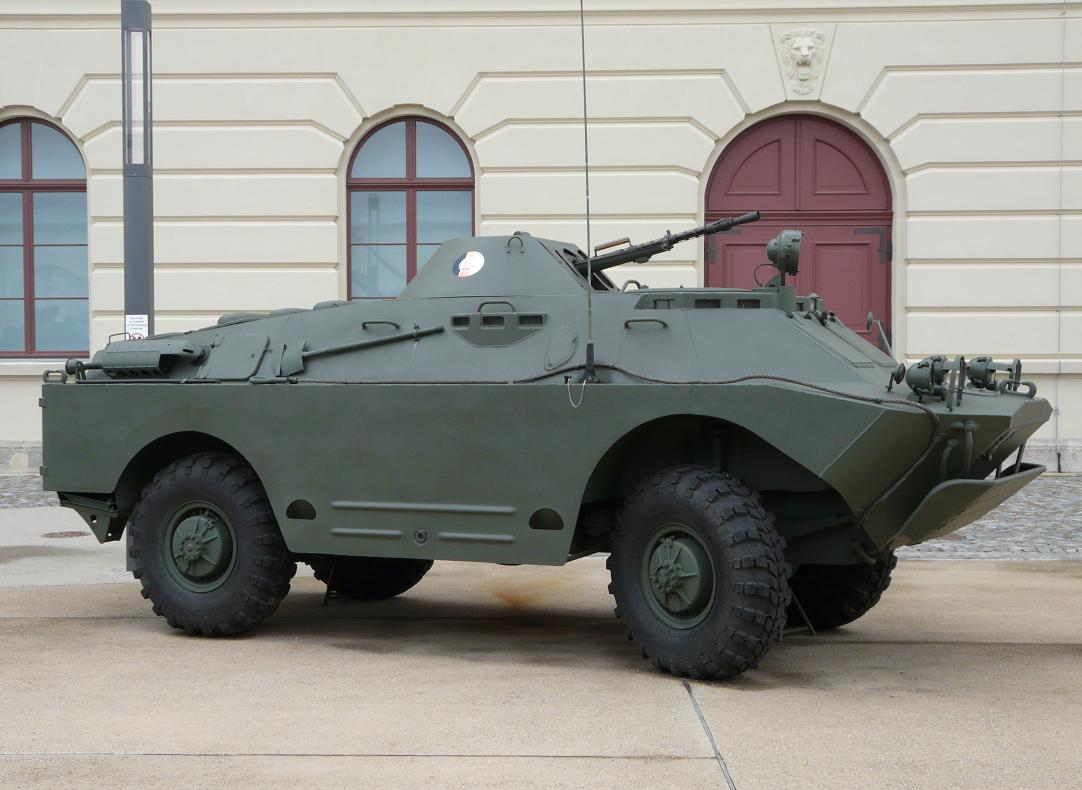
Un BRDM-2.
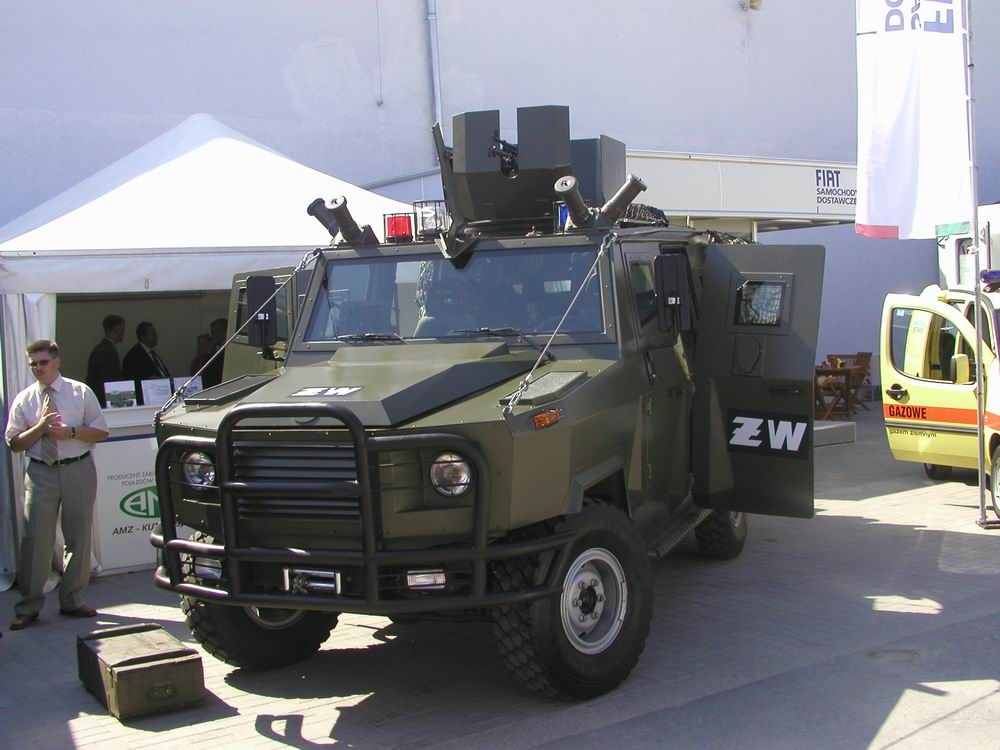
Un automóvil blindado AMZ Dzik empleado por la Policía Militar polaca.
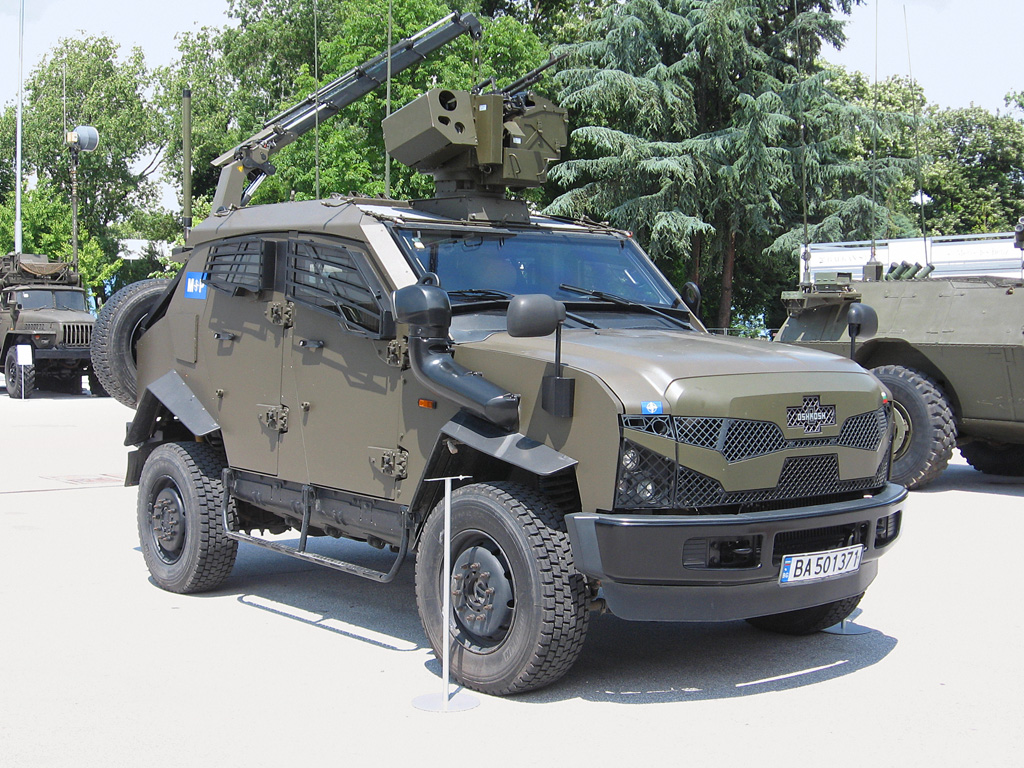
Un Sand Cat búlgaro, armado con una torreta Samson.